# فست‌لین (ترانه)
«فست لین» تک‌آهنگی از بد میتس اویل است که در ۳ مه ۲۰۱۱ منتشر شد. این تک‌آهنگ در آلبوم جهنم: عاقبت قرار داشت.